# Bit Elwadi
Bit Elwadi (tiếng Ả Rập: بيت الوادي) là một ngôi làng Syria nằm ở phó huyện Wadi al-Uyun ở huyện Masyaf, Hama. Theo Cục Thống kê Trung ương Syria (CBS), Bit Elwadi có dân số 157 trong cuộc điều tra dân số năm 2004.